# Bois-le-Roi (Seine-et-Marne)
Bois-le-Roi ist eine französische Gemeinde mit 6026 Einwohnern (Stand 1. Januar 2022) im Département Seine-et-Marne in der Region Île-de-France. Sie liegt im Arrondissement Fontainebleau und im Kanton Nangis. Die Einwohner werden Bacot(e)s genannt.

## Geografie
Bois-le-Roi liegt an der Seine etwa 48 Kilometer südsüdöstlich von Paris am Wald von Fontainebleau.
Umgeben wird Bois-le-Roi von den Nachbargemeinden Chartrettes im Norden, Fontaine-le-Port im Osten, Samois-sur-Seine im Südosten, Fontainebleau im Süden und La Rochette im Nordwesten. Die Gemeinde besteht unter anderem aus den kleineren Ortschaften Brolles, Sermaize, La Cave mit der Seineschleuse, La Ruelle.

## Verkehr
Der Bahnhof von Bois-le-Roi liegt an der Bahnstrecke Paris–Marseille.

## Geschichte
Erstmals urkundlich erwähnt wird der Ort 1260.

## Bevölkerungsentwicklung
| Jahr      | 1962 | 1968 | 1975 | 1982 | 1990 | 1999 | 2006 | 2011 |
| Einwohner | 2791 | 2782 | 3044 | 3395 | 4744 | 5292 | 5433 | 5649 |

## Partnergemeinden
Mit der deutschen Gemeinde Langenargen in Baden-Württemberg pflegt Bois-le-Roi seit 1992 eine Partnerschaft.

## Sehenswürdigkeiten
- Kirche Saint-Pierre aus dem 12. Jahrhundert mit Umbauten aus dem 19. Jahrhundert, Monument historique

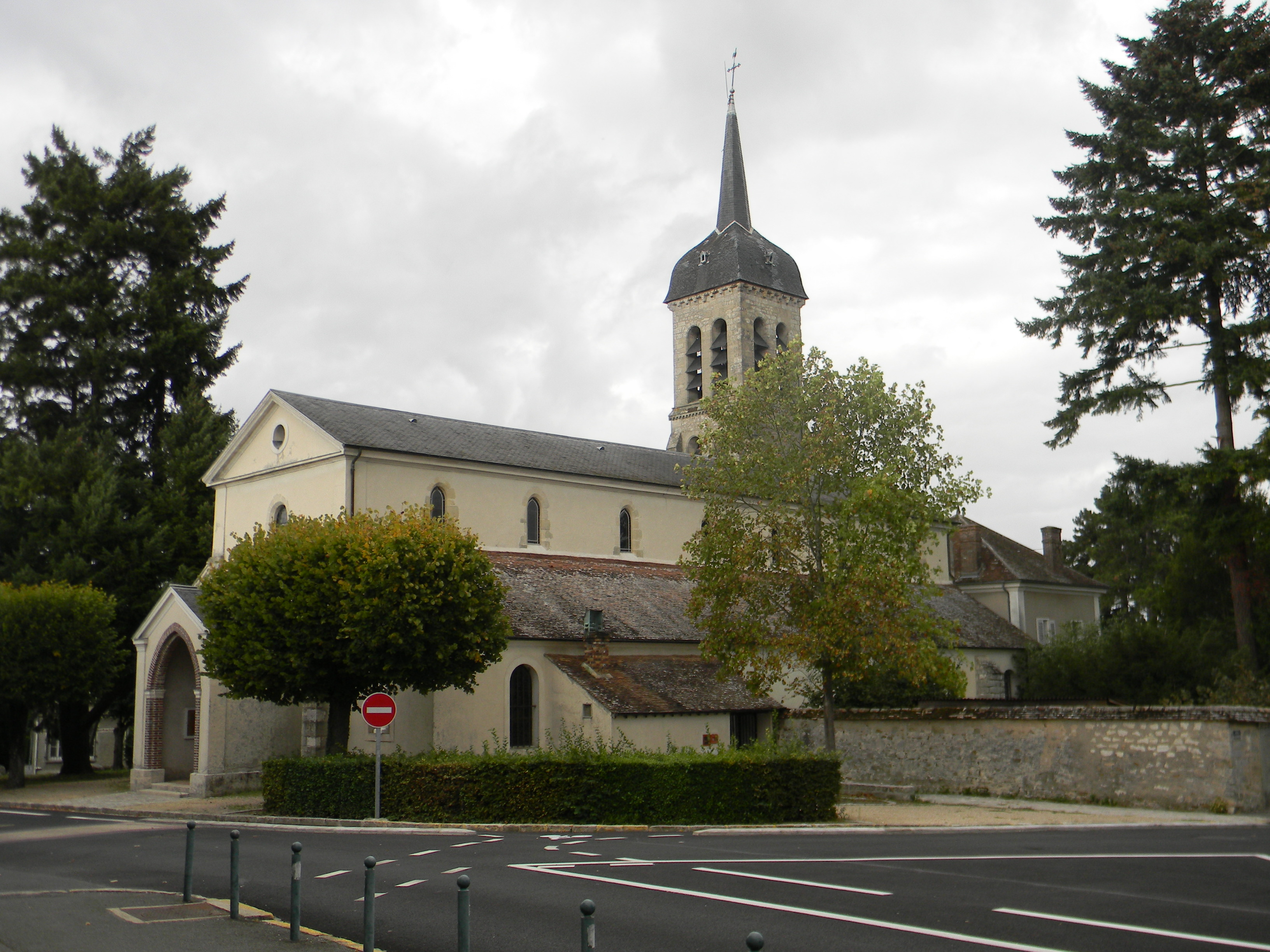
Kirche Saint-Pierre

- Château des Brolles, erbaut 1861
- Seineschleuse

## Persönlichkeiten
- Sacha Vierny (1919–2001), Kameramann